# Woking FC
Woking Football Club is een Engelse voetbalclub uit Woking, Surrey. De club komt uit in de National League, het vijfde niveau van het Engels voetbal.

## Geschiedenis

### Ontstaan
De club werd opgericht in 1889 en sloot zich voor seizoen 1895/96 aan bij de West Surrey League en won op de laatste dag van de competitie de titel met één punt voorsprong. Na een aantal seizoenen kreeg de club financiële problemen en leek het alsof het einde nabij was. In januari 1908 spartelde de club zich door 5 kwalificatierondes naar de FA Cup en verloor daar met zware 5-0 cijfers van Bolton Wanderers. Bolton was wel onder de indruk van de club en kwam het volgende seizoen voor een vriendschappelijke wedstrijd naar Woking. De bijnaam van de club is The Cardinals, door de clubkleuren en het is ook de eerste club ter wereld die die bijnaam kreeg, nog enkele jaren voor de legendarische baseballclub St. Louis Cardinals.

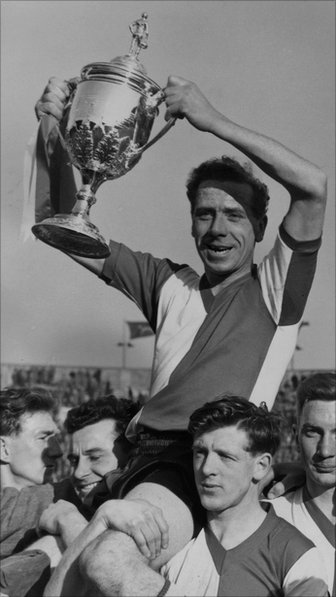
Charlie Mortimore, aanvoerder van Woking F.C. tijdens de finale. Later werd hij voorzitter van rivaal Farnborough

### De jaren in de Isthmian League
In 1911 sloot de club zich aan bij de Isthmian League. In deze klasse bleef de club 72 jaar, met als hoogtepunt de runner-up positie in het seizoen 1956-1957, net achter Wycombe Wanderers. Deze prestatie werd het seizoen erop zelfs overtroffen. Op 12 april 1958 versloeg waren 71.000 toeschouwers op Wembley getuige van de 3-0-overwinning van Woking F.C. op Ilford FC In de finale van de FA Amateur Cup die live op televisie kwam.
Helaas raakte de club na deze jaren steeds meer in verval, met als dieptepunt de degradatie in 1983. Dit was de eerste keer in het bestaan van de club dat het degradeerde. 2 seizoenen later ging het nog slechter en Woking F.C. degradeerde naar de Division Two South (3de klasse). Het was tijdens dat seizoen dat oud-speler Geoff Chapple als trainer werd aangesteld. Hoewel hij er niet in slaagde de club van degradatie te behoede was de wederopstanding ingezet. In het eerste volledige seizoen onder zijn hoede werd promotie net gemist, maar in 1987 werd de titel behaald. Na twee 3de plaatsen promoveerde de club in het seizoen 1989-1990 terug naar de Isthmian Premier Division.

### FA Cup
Het volgende seizoen nam de club deel aan de FA Cup en startte in de 4de kwalificatieronde. Achtereenvolgens werden Bath City, Kidderminster Harriers en Merthyr Tydfil FC verslagen en in de 3de ronde werd West Bromwich Albion opzij gezet. In de volgende ronde kwam het grote Everton FC aan de beurt. De wedstrijd werd in het Goodison Park gespeeld voor 34000 toeschouwers, Woking verloor nipt met 1-0 en kreeg een staande ovatie van het publiek.

### Woking 1991 - 2008

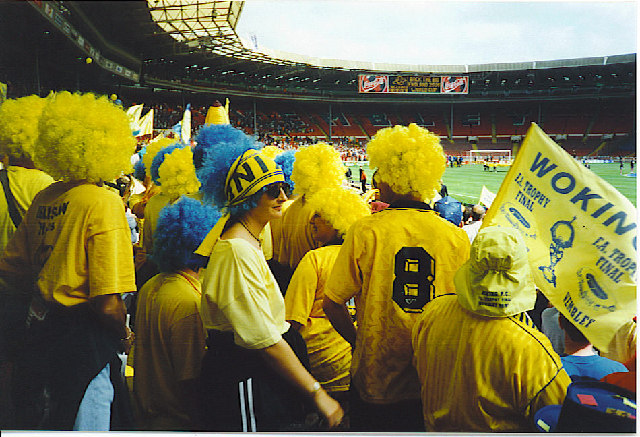
Woking-supporters op Wembley tijdens de FA Trophy finale van 1997.

In 1991/92 promoveerde de club naar de Conference, met nog 7 wedstrijden te gaan was de titel in de Isthmian League al een feit, aan het einde van het seizoen had Woking 18 punten voorsprong op dichtste concurrent Enfield FC. Na een wisselende start in de Conference werd uiteindelijk een respectabele 8ste plaats behaald. Trainer Chapple haalde Clive Walker binnen die vroeger bij Chelsea FC, Sunderland AFC, Fulham FC en QPR speelde en nu transfereerde van League-club Brighton & Hove Albion. Deze zet luidde de meest succesvolle periode van de club in. De FA Trophy werd in 1994 gewonnen tegen Runcorn. Ook in 1995 trok de club aan het langste eind tegen Kidderminster Harriers, en zo werd Woking de enige club die ooit de FA Trophy 2 keer op rij won. In 1997 won Woking voor de 3de keer, deze keer tegen Dagenham & Redbridge.
In de Conference eindigde de club steevast in de top 5 en in 1995 en 1996 werd zelfs de 2de plaats behaald. Ook in de FA Cup deed de club het niet slecht en Barnet FC werd in verschillende seizoenen aan de kant gezet. In 1996/97 versloeg de club Millwall FC en Cambridge United, 2 clubs die dat seizoen voor promotie speelden in de Football League en in de 3de ronde stond Woking tegenover Coventry City, dat in de Premier League speelde. Op eigen veld leidde Coventry met 1-0 maar enkele ogenblikken voor het einde van de wedstrijd scoorde Steve Thompson nog een goal waardoor de stand gelijk werd en er een replay moest gespeeld worden op het veld van Woking. Daar won Conventry met 1-2, waaronder een own-goal van Woking.
In de Conference werden goede resultaten geboekt maar dan staken financiële problemen de kop op. Uiteindelijk ging het beter met de club en werden betere resultaten behaald.

### Woking 2008 - 2012
In het seizoen 2008/2009 degradeerde de club naar de Blue Square Bet South, het niveau onder de Conference National.
In eerste seizoen wist Woking zich, na een knappe reeks van 8 overwinningen in de laatste 9 wedstrijden, te plaatsen voor de Play-offs door als nummer 5 in de competitie te eindigen.
Hierin kreeg Woking in een tweeluik te maken met Dover Athletic, dat 2de was geworden. Na thuis met 2-1 gewonnen te hebben was het gelijke spel in Dover (0-0) voldoende voor de mannen van Graham Baker om door te stoten naar de finale.
In deze promotie-finale, die maar bestaat uit 1 wedstrijd, werd verloren van Bath City met 1-0 door een penalty in de tweede helft.
In de bovengenoemde reeks was een opvallende rol weggelegd voor Craig Faulconbridge. Deze ex-speler van onder meer het Schotse Dunfermline Athletic en Wrexham werd door coach Graham Baker gehaald als extra offensieve versterking. Saillaint detail is dat Graham Baker zelf het salaris van Faulconbridge betaalde. In de 13 wedstrijden die Faulconbridge speelde voor Woking dat seizoen scoorde hij 6 maal. Een drietal andere "key spelers" van dit seizoen waren Giuseppe Sole, Harry Arter en Ross Worner. Deze vertrokken aan het einde van dit seizoen naar respectievelijk Newport County, Bournemouth en Charlton Athletic.
In het begin van het seizoen 2010/2011 ontstond er weer enige onrust rondom de club. Net zoals enkele jaren geleden waren er weer financiële problemen. Dit keer was het echter van dusdanige aard dat er koppen moesten rollen. De voorzitter van de club, Shahid Azeem, moest het veld ruimen. Zijn opvolger, Chris Ingram (die voorheen ook al als suikeroom van Woking fungeerde), investeerde bijna ₤500.000,-. Hiermee was de club voor zeker 1 seizoen weer gered.

### Recente jaren
Woking begon het seizoen 2011/12 zoals voortvarend met slecht 1 nederlaag in de eerste 24 wedstrijden. Wel waren ze al snel uitgeschakeld in zowel de FA Throphy als de FA Cup (beide in de 3de kwalificatieronde). Misschien ook wel door de tegenvallende resultaten in deze bekers (en dus meer midweekse rust t.o.v. een aantal concurrenten) heeft Woking de eerste plaats in de Blue Square Bet South niet meer uit handen gegeven en op zaterdag 14 april tijdens de uitwedstrijd tegen Maidenhead United (0-1) werden de mannen van Garry Hill kampioen. Woking keert dus na een afwezigheid van 3 seizoenen weer terug in de Blue Square Bet Premier. Dit is het 5de niveau in de piramide van het Engelse voetbal.
Tijdens dit seizoen heeft Giuseppe Sole een stokoud record de boeken uitgeschoten door in 11 opeenvolgende competitiewedstrijden een doelpunt te maken. Zijn reeks stond aan het einde van het seizoen op 11 wedstrijden (15 goals). In de eerste wedstrijd van het nieuwe seizoen, tegen Wrexham (3-1 verlies) was hij niet trefzeker, waarmee de reeks ten einde kwam. 
Na vijf seizoenen in de National League (voorheen Conference Premier) nam Woking na zes en een half jaar afscheid van trainer Garry Hill. De club presenteerde in mei 2017 voormalig Southampton en West Ham United-coach Anthony Limbrick als opvolger. In het seizoen 2017/18 degradeerde de club naar de National League South, het zesde niveau. Voor het nieuwe seizoen werd Alan Dowson aangesteld als eindverantwoordelijke. Hij leidde de club gelijk naar promotie terug naar de National League door het winnen van de play-offs, ten koste van Welling United FC.
In het seizoen 2018/19 versloeg Woking Tooting & Mitcham met 4-0, Kempston Rovers met 3-2 en Welling United met 1-0 in de FA Cup kwalificatieronden om vervolgens competitierivalen Torquay United in de eerste ronde uit te schakelen. Woking versloeg laatstgenoemde met 0-1 en schakelde vervolgens Swindon Town (League Two) uit, door met dezelfde cijfers te winnen. In de derde ronde werd Woking geloot aan Premier League-club Watford, dat met 2-0 te sterk bleek.

## Bekende oud spelers
- Adriano Basso
- Lenny Pidgeley
- Ian Selley
- Tom Hutchinson
- Nick Gindre
- Harry Arter
- Lee Sawyer
- Shwan Jalal
- Jon Boardman
- Hans Segers
- Craig Faulconbridge
- Ross Worner
- Giuseppe Sole
- Peter Bonetti

## Supporters

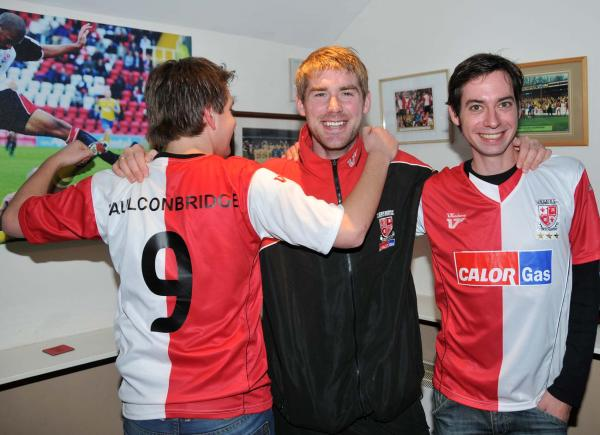
The Dutch Cards met hun favoriete (inmiddels ex-)speler Craig Faulconbridge.

Woking heeft ook supporters uit Noorwegen (the Norway Cards) en uit Nederland (the Dutch Cards).

## Erelijst
- FA Trophy Winnaars 1994, 1995, 1997,  Finalist 2006
- FA Amateur Cup Winnaars 1958
- Football Conference 2de: 1995, 1996
- Isthmian League Kampioen 1957, 1992
- Isthmian League Cup Winnaars 1991
- Isthmian Charity Shield Winnaars 1992, 1993
- Surrey Senior Cup Winnaars 1913, 1927, 1956 1957, 1971, 1991, 1994, 1996, 2000, 2004
- Conference League Cup Winnaars 2005, Finalist 1998
- Vauxhall Championship Shield Winnaars 1995. Finalist 1996
- Trevor Jones Memorial Trophy Finalist 2009
- London Senior Cup Finalist 1983